# Liste des compositions de Nikolaï Kapoustine
Les compositions de Nikolaï Kapoustine (1937-2020) sont majoritairement pour piano, solo ou accompagné. Il a publié 161 numéros d'opus. Il a écrit notamment 20 sonates pour piano, six concertos pour piano et d'autres compositions pour ensembles tels que cinq saxophones et orchestre (Op. 22) et un concerto pour contrebasse (Op. 76).

## Musique orchestrale
- Opus 4 : Choral et Fugue pour orchestre (1962)
- Opus 6 : Rose-Marie, fantaisie pour orchestre (1963)
- Opus 7 : Fantaisie sur trois chansons enfantines pour orchestre (1963)
- Opus 9 : The Trial, pièce pour orchestre (1966)
- Opus 10 : "Big Band Sounds (The Sounds of Big Band)" pour orchestre (1966)
- Opus 11 : Estacade pour big band (1966)
- Opus 12 : Aquarium-Blues pour big band (1967)
- Opus 15 : The Forest Story pour orchestre (1972)
- Opus 17 : Trois pièces pour orchestre (1972)
- Opus 21 : Menuet pour big band (1974)
- Opus 23 : Enigma pour big band (1975)
- Opus 24 : Marche pour orchestre (1975)
- Opus 26A : Day-Break ("Sunrise") pour orchestre (1976)
- Opus 30 : Concerto en deux mouvements pour orchestre (1980)
- Opus 31 : Élégie pour orchestre (1980)
- Opus 32 : The Wind from the North, pièce pour orchestre (1981)
- Opus 34 : Meridian, pièce pour orchestre (1982)
- Opus 35 : Closed Curve pour orchestre (1982)
- Opus 37 : The Pleasant Meeting, pièce pour orchestre (1983)
- Opus 38 : Presentiment, pièce pour orchestre (1983)
- Opus 49 : Sinfonietta pour orchestre (1986)
- Opus 51 : Ouverture pour big band (1987)
- Opus 52 : Intrada, pièce pour big band (1988)

## Musique concertante

### Concertos
- Opus 2 : Concerto pour piano et orchestre n°1 (1961)
- Opus 14 : Concerto pour piano et orchestre n°2 (1974)
- Opus 48 : Concerto pour piano et orchestre n°3 (1985)
- Opus 50 : Concerto pour saxophone alto et orchestre (1987)
- Opus 56 : Concerto pour piano et orchestre n°4 (1989)
- Opus 72 : Concerto pour piano et orchestre n°5 (1993)
- Opus 74 : Concerto pour piano et orchestre n°6 (1993)
- Opus 76 : Concerto pour contrebasse et orchestre symphonique (1994)
- Opus 85 : Concerto n°1 pour violoncelle et orchestre (1997)
- Opus 103 : Concerto n°2 pour violoncelle et orchestre à cordes (2002)
- Opus 105 : Concerto pour violon, piano et orchestre à cordes (2002)
- Opus 141 : Concerto pour violon (2009)
- Opus 147 : Concerto pour piano et orchestre n°1 (deuxième version) (2012)

### Autres œuvres pour soliste et orchestre (ou big band)
- Opus 1 : Concertino pour piano et orchestre (1957)
- Opus 3 : Variations pour piano et big band (1962)
- Opus 5 : Pièce pour trompette et orchestre (1962)
- Opus 8 : Toccata pour piano et orchestre (1964)
- Opus 13 : Intermezzo pour piano et orchestre (1968)
- Ous 16 : Nocturne en sol majeur pour piano et orchestre (1972)
- Opus 19 : Étude pour piano et orchestre (1974)
- Opus 20 : Nocturne pour piano et orchestre (1974)
- Opus 22 : Pièce pour cinq saxophones et orchestre (1975)
- Opus 25 : Concert Rhapsody pour piano et orchestre (1976)
- Opus 29 : Scherzo pour piano et orchestre (1978)
- Opus 33 : Pièce pour deux pianos et orchestre (1982)

## Musique de chambre
- Opus 18 : Quatre pièces pour ensemble instrumental (1973)
- Opus 27 : Fantaisie pour quartet de jazz (1976)
- Opus 42 : A Rush Hour pour ensemble (1985)
- Opus 43 : An April Day pour ensemble (1985)
- Opus 44 : The Morning pour ensemble (1985)
- Opus 57 : Symphonie de chambre pour orchestre de chambre (1990)
- Opus 63 : Sonate pour violoncelle et piano n°1 (1991)
- Opus 69 : Sonate pour alto et piano (1992)
- Opus 70 : Sonate pour violon et piano (1992)
- Opus 79 : Pièce pour sextuor (1995)
- Opus 84 : Sonate pour violoncelle et piano n°2 (1997)
- Opus 86 : Trio pour flûte, violoncelle et piano (1998)
- Opus 88 : Quatuor à cordes (1998)
- Opus 89 : Quintette avec piano (1998)
- Opus 90 : Concerto pour onze instruments (1998)
- Opus 91 : Divertissement pour deux flûtes, violoncelle et piano (1998)
- Opus 93 : Introduction et Scherzino pour violoncelle seul (1999)
- Opus 96 : Élégie pour violoncelle et piano (1999)
- Opus 97 : Burlesque pour violoncelle et piano (1999)
- Opus 98 : Nearly Waltz pour violoncelle et piano (1999)
- Opus 99 : Duet pour saxophone alto et violoncelle (1999)
- Opus 104 : Concerto pour deux pianos et percussions (2002)
- Opus 106 : Suite pour alto, saxophone alto, piano et basse (2002)
- Opus 107 : Variations sur "Sweet Georgia Brown" pour alto, saxophone alto, piano et basse (2002)
- Opus 124 : Suite pour violoncelle seul (2004)
- Opus 125 : Sonate pour flûte et piano (2004)
- Opus 126 : Divertissement en quatre mouvements pour violon, violoncelle et piano (2005)
- Opus 132 : Quatuor à cordes n°2 (2007)
- Opus 136 : Trio avec piano n°1 pour violon, violoncelle et piano (2009)
- Opus 142 : Trio avec piano n°2 pour violon, violoncelle et piano (2010)
- Opus 150 : Rondo frivole, pièce pour quatuor à cordes (2013)
- Opus 154 : The Last Attempt, pièce pour quatuor à cordes (2014)
- Opus 155 : Allegro pour trio avec piano (2014)
- Opus 156 : A Little Duo pour flûte et violoncelle (2014)
- Opus 158 : Sonatine pour alto et piano (2015)

## Piano seul

### Sonates pour piano
- Opus 39 : Sonate pour piano n°1 « Sonata-Fantasy » (1984)
- Opus 54 : Sonate pour piano n°2 (1989)
- Opus 55 : Sonate pour piano n°3 (1990)
- Opus 60 : Sonate pour piano n°4 (1991)
- Opus 61 : Sonate pour piano n° 5 (1991)
- Opus 62 : Sonate pour piano n° 6 (1991)
- Opus 64 : Sonate pour piano n° 7 (1991)
- Opus 77 : Sonate pour piano n°8 (1995)
- Opus 78 : Sonate pour piano n°9 (1995)
- Opus 81 : Sonate pour piano n° 10 (1996)
- Opus 101 : Sonate pour piano n°11 « Twickenham » (2000)
- Opus 102 : Sonate pour piano n° 12 (2001)
- Opus 110 : Sonate pour piano n°13 (2003)
- Opus 120 : Sonate pour piano n° 14 (2004)
- Opus 127 : Sonate pour piano n°15 « Fantasia quasi Sonata » (2005)
- Opus 131 : Sonate pour piano n° 16 (2006)
- Opus 134 : Sonate pour piano n° 17 (2008)
- Opus 135 : Sonate pour piano n° 18 (2008)
- Opus 143 : Sonate pour piano n° 19 (2011)
- Opus 144 : Sonate pour piano n° 20 (2011)

### Ensembles de pièces
- Opus 28 : Suite in the Old Style (1977)
- Opus 40 : Huit études de concert (1984)
  - N°1 en do majeur Prélude
  - N°2 en la bémol majeur Rêverie
  - N°3 en mi mineur Toccatina
  - N°4 en si majeur Souvenir
  - N°5 en ré majeur Raillery
  - N°6 en si bémol majeur Pastorale
  - N°7 en ré bémol majeur Intermezzo
  - N°8 en fa mineur Finale
- Opus 53 : Vingt-quatre Préludes (1988)
- Opus 59 : Dix Bagatelles (1991)
- Opus 67 : Trois études (1992)
  - N°1 Glissandi
  - N°2 Ripetizione
  - N°3 Grappole
- Opus 66 : Trois impromptus (1991)
- Opus 68 : Cinq études "in different intervals" (1992)
- Opus 73 : Dix inventions (1993)
- Opus 82 : Vingt-quatre Préludes et Fugues (1997)
- Opus 87 : Sept pièces polyphoniques pour piano main gauche (1998)
- Opus 92 : Suite (quatre pièces) (1999)
- Opus 122 : Two Étude-like Trinkets (2004)
- Opus 133 : Six petits préludes (2007)

### Pièces isolées
- Opus 26 : Day-Break ("Sunrise") (1976)
- Opus 36 : Toccatina (1983)
- Opus 41 : Variations (1984)
- Opus 45 : "Motive Force", toccata (1985)
- Opus 46 : "Big Band Sounds (The Sounds of Big Band)" (1986)
- Opus 47 : "Contemplation (Méditation)" (1987)
- Opus 58 : Andante (1990)
- Opus 65 : Berceuse (1991)
- Opus 71 : Capriccio (1992)
- Opus 75 : Humoresque (1994)
- Opus 80 : Thème et Variations (1996)
- Opus 83 : Impromptu (Improvisation) (1997)
- Opus 94 : Ballade (1999)
- Opus 95 : Scherzo (1999)
- Opus 100 : Sonatine (2000)
- Opus 108 : Paraphrase sur le thème de Paul Dvoirin (2003)
- Opus 109 : There is Something Behind That (2003)
- Opus 111 : Gingerbread Man (2003)
- Opus 112 : End of the Rainbow (2003)
- Opus 113 : Wheel of Fortune (2003)
- Opus 114 : No Stop Signs (2003)
- Opus 115 : Fantaisia (2003)
- Opus 116 : Rondoletto (2003)
- Opus 117 : Spice Island (2003)
- Opus 118 : Paraphrase sur "Aquarela do Brasil" d'Ary Barroso (2003)
- Opus 119 : Nothing to Loose (2004)
- Opus 121 : Vanity of Vanities (2004)
- Opus 123 : Paraphrase sur "Blue Bossa" de Kenny Dorham (2004)
- Opus 128 : Introduction et Rondo (2006)
- Opus 130 : Countermove (2006)
- Opus 137 : Good Intention (2009)
- Opus 138 : Sleight of Hand (2009)
- Opus 139 : Holy Cow (2009)
- Opus 140 : Freeway (2009)
- Opus 148 : Dialogue (2013)
- Opus 149 : Étude Courte mais Transcendente (2013)
- Opus 151 : Nobody is Perfect 2013)
- Opus 152 : A Pianist in Jeopardy (2013)
- Opus 153 : Wandering (2013)
- Opus 157 : Curiosity (2015)
- Opus 159 : Rainy Weather (2015)
- Opus 160 : Something Else (2015)
- Opus 161 : The Moon Rainbow (2016)

### Pièces pour deux pianistes
- Opus 129 : Paraphrase sur "Manteca" de Dizzy Gillespie pour deux pianos (2006)
- Opus 145 : Triptyque pour deux pianos (2012)
- Opus 146 : Capriccio pour piano à quatre mains (2012)
- Diverses pièces pour orchestre existent également dans des versions pour deux pianos ou pour piano à quatre mains (Concertino Op.1, Concerto pour piano n°1 Op.2, Concerto pour piano n°2 Op.14, Concerto Rhapsodie Op.25, Concerto pour orchestre Op.30, Concerto pour piano n°3 Op. .48, Sinfonietta Op.49, Concerto pour piano n°4 Op.56, Concerto pour piano n°5 Op.72 et Concerto pour piano n°6 Op.73).